# Keleti Sándor
Keleti Sándor (Magyarzsombor, 1906. március 22. – Kolozsvár, 1975. augusztus 3.) magyar író, szerkesztő, közíró. Keleti László bátyja.

## Életútja
Hét osztályt a gyulafehérvári Római Katolikus Gimnáziumban végzett, 1922-ben innen kizárták gúnyversei és az Enyedi Újságban megjelent szatírái miatt. Egy évig kovácsinas, 1923-ban verseskötettel jelentkezett, előbb a Kolozsvárt az Új Kelet, majd az aradi Erdélyi Hírlap belső munkatársa, 1926-tól újra Kolozsvárt szerkesztő a Hétfő Reggel hetilapnál, 1931-ben A Nap című lapnál. Drámái közül csak a Mister Napoleon című történelmi vígjáték első felvonása jelent meg a Független Újságban (1936). Verseit, szatíráit, politikai írásait a Brassói Lapok, Bukaresti Lapok, A Másik Út, Új Szó, Korunk, Budapesten a Népszava és Pesti Napló közölte, 1957-től a Korunk új folyamának munkatársa.

## Kötetei
- Próféták útján (verseskötet Szabó Imre előszavával, Gyulafehérvár, 1923)
- Keleti Sándor kék könyve (Spectator, Franyó Zoltán, Nagy Dániel, Ormos Iván közreműködésével, Arad–Kolozsvár, 1925)
- Front (folyóiratnak indult, elkobzott háborúellenes antológia, Kolozsvár, 1932)